# Guyanreductie
De Guyan-reductietechniek bestaat uit het aantal vrijheidsgraden van een systeem verminderd door de systeemmatrices te projecteren op een aantal actieve vrijheidsgraden.  Het systeem wordt opgedeeld in een aantal actieve vrijheidsgraden na en een aantal gecondenseerde vrijheidsgraden nc, zodat n = na + nc.
Als de uitwendige krachten op het systeem in de vrijheidsgraden c gelijk is aan 0, geldt voor het statische geval:
{\displaystyle {\begin{bmatrix}K_{aa}&K_{ac}\\K_{ca}&K_{cc}\end{bmatrix}}{\begin{bmatrix}u_{a}\\u_{c}\end{bmatrix}}={\begin{bmatrix}f\\0\end{bmatrix}}}
Deze vergelijkingen in matrixvorm uitgeschreven geeft:
{\displaystyle K_{aa}\cdot u_{a}+K_{ac}\cdot u_{a}=f}
{\displaystyle K_{ca}\cdot u_{a}+K_{cc}\cdot u_{c}=0}
In vergelijking (2) kan uc afgezonderd worden, zodat:
{\displaystyle -K_{cc}^{-1}\cdot K_{ca}\cdot u_{a}=u_{c}}
Substitutie van uc in vergelijking (1) levert:
{\displaystyle \left(K_{aa}-K_{ac}\cdot K_{cc}^{-1}\cdot K_{ca}\right)u_{a}=K_{reduced}\cdot u_{a}=f}
De stijfheidsmatrix K met dimensies [n x n] wordt herleid tot een gereduceerde K met dimensies [na x na].
In het dynamische geval wordt een analoge reductie toegepast. De systeemvergelijking wordt dan:
{\displaystyle M^{*}\cdot {\ddot {u_{a}}}+C^{*}\cdot {\dot {u_{a}}}+K^{*}\cdot u_{a}=f}
waarin:
{\displaystyle K^{*}=K_{aa}-K_{ac}\cdot -K_{cc}^{-1}\cdot K_{ca}}
{\displaystyle M^{*}=M_{aa}-M_{ac}\cdot K_{cc}^{-1}\cdot K_{ca}-K_{ac}\cdot K_{cc}^{-1}(M_{ca}-M_{cc}\cdot K_{cc}^{-1}\cdot K_{ca})}
{\displaystyle C^{*}=C_{aa}-C_{ac}\cdot K_{cc}^{-1}\cdot K_{ca}-K_{ac}\cdot K_{cc}^{-1}(C_{ca}-C_{cc}\cdot K_{cc}^{-1}\cdot K_{ca})}
Dit stemt overeen met een Ritz-analyse waarbij de Ritz basisvectoren R gelijk zijn aan:
{\displaystyle R={\begin{bmatrix}I\\K_{cc}^{-1}\cdot K_{ca}\end{bmatrix}}}

De gereduceerde K en M matrix kunnen dus geschreven worden als:
{\displaystyle K^{*}=R^{T}KR}
{\displaystyle M^{*}=R^{T}MR}
De nauwkeurigheid van de resultaten hangt uiteraard af van de keuze van de actieve vrijheidsgraden.
De methode is vernoemd naar Robert J. Guyan die deze voor het eerst gebruikte in 1964.